# دونكان ستيوارت
دونكان ستيوارت (بالإنجليزية: Duncan Stewart) (1 يناير 1860 بغرينوك في المملكة المتحدة - ) هو مدرب كرة قدم ولاعب كرة قدم بريطاني (وحمل سابقاً جنسية المملكة المتحدة لبريطانيا العظمى وأيرلندا) في مركز الظهير. شارك مع منتخب اسكتلندا لكرة القدم. أما مع النوادي، فقد لعب مع نادي دمبرتون وPort Glasgow Athletic F.C. ‏ ونادي غرينوك مورتون.

## وصلات خارجية
- دونكان ستيوارت على موقع الاتحاد الإسكتلندي (الإنجليزية)
- دونكان ستيوارت على موقع قاعدة بيانات كرة القدم.إي يو (الإنجليزية)